# Cecidomyia leptospermi
Cecidomyia leptospermi är en tvåvingeart som först beskrevs av Frederick Askew Skuse 1888.  Cecidomyia leptospermi ingår i släktet Cecidomyia och familjen gallmyggor. Inga underarter finns listade i Catalogue of Life.